# Pocisk manewrujący

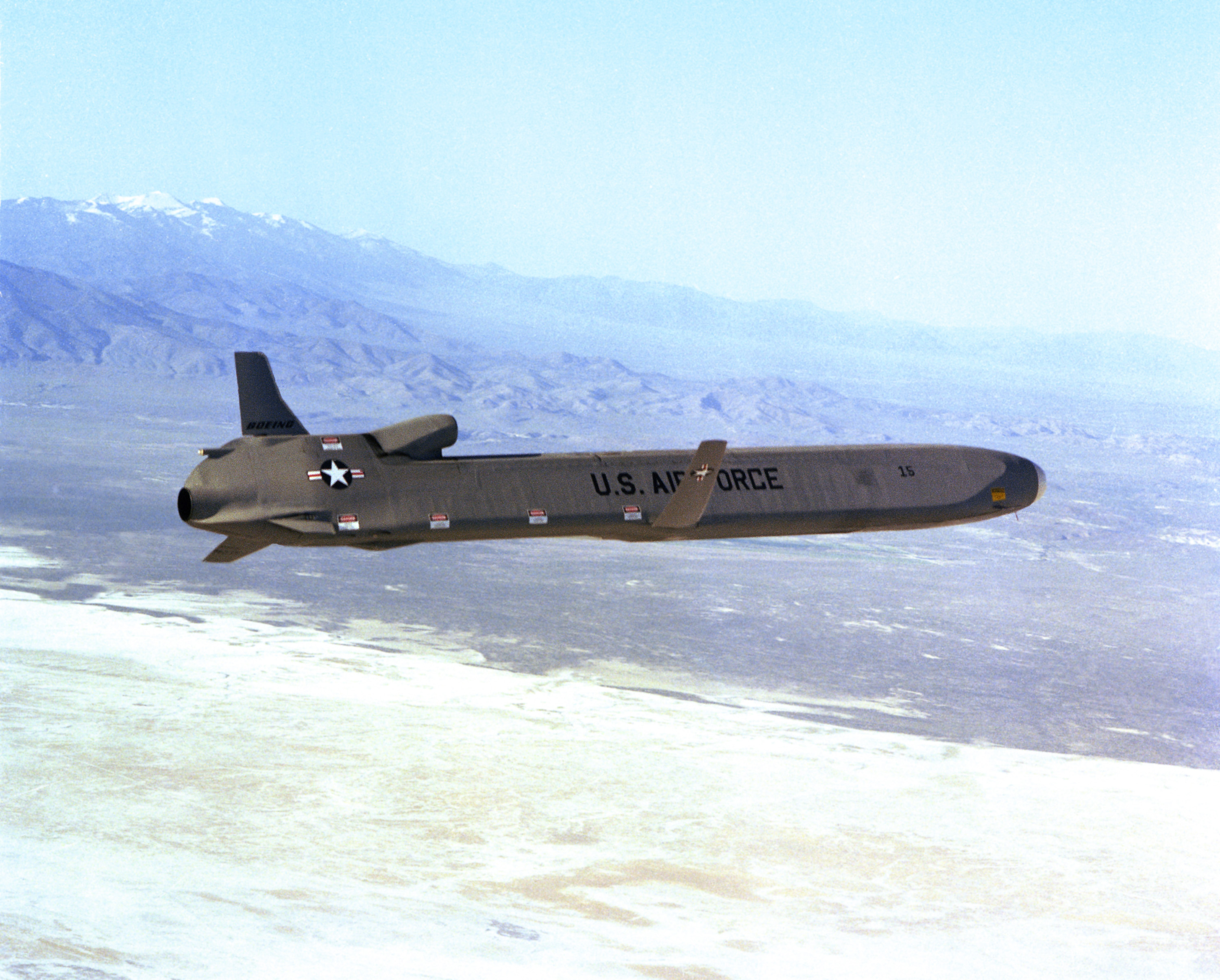
Pocisk manewrujący AGM-86 ALCM

Pocisk manewrujący – (dawniej: samolot-pocisk) przeznaczony do dostarczenia głowicy bojowej do wyznaczonego celu bezpilotowy autonomiczny aparat latający jednorazowego użytku, którego podstawowymi cechami charakterystycznymi jest lot wykorzystujący aerodynamiczną siłę nośną do pokonania siły grawitacji oraz napędzany na całej trasie lotu przez wbudowane źródło napędu. W odróżnieniu od pocisków balistycznych, które napędzane są jedynie na początkowym etapie lotu, pociski manewrujące napędzane są wbudowanym źródłem napędu od startu aż do momentu osiągnięcia przez pocisk celu.
Obiekt nie musi mieć zdolności do zmiany kierunku lotu ani określonego rodzaju napędu, aby został uznany za pocisk manewrujący. Są to jedynie efekty postępu technicznego, a nie cechy definiujące tę broń. Pierwszym pociskiem manewrującym, który wszedł do produkcji seryjnej, był produkowany w latach 1918–1920 amerykański Kettering Bug, którego płatowiec napędzany był czterocylindrowym tłokowym silnikiem spalinowym. Rozwój pocisków manewrujących w dwudziestoleciu międzywojennym doprowadził do powstania i bojowego użycia podczas II wojny światowej pocisków manewrujących V-1 z napędem odrzutowym, zaś rozwój technik naprowadzania i kontroli po zakończeniu tego konfliktu, umożliwił powstanie pocisków manewrujących zdolnych do wielokrotnych zmian kierunku w trakcie lotu i precyzyjnego naprowadzania się na cel, w konsekwencji zaś uczynił je jedną z broni precyzyjnego rażenia.
Współczesne konstrukcje pocisków manewrujących są używane z dowolnych lotniczych, naziemnych i morskich platform startowych, z uwagi zaś na niewielkie rozmiary i niski profil lotu szczególnie skuteczne są w ataku na silnie bronione cele, których rażenie innymi sposobami nie jest możliwe lub też wiązałoby się z dużym ryzykiem dla życia własnych żołnierzy. W związku z brakiem w tamtym czasie precyzyjnych systemów naprowadzania i kontroli, podczas II wojny światowej pociski tego rodzaju używane były do ataków o charakterze terrorystycznym na ludność cywilną Londynu, Antwerpii i Brukseli, po jej zakończeniu zaś wielokrotnie – do przeprowadzania uderzeń precyzyjnych na centra obrony przeciwlotniczej, centra dowodzenia i łączności, bazy lotnicze i obiekty przemysłowe o znaczeniu strategicznym.

## Rozwój idei
W powszechnej świadomości przodkami współczesnych urządzeń objętych definicją pocisku manewrującego były niemieckie pociski V1. Tymczasem pociski tego rodzaju istniały już w trakcie I wojny światowej. Konstrukcja i techniczne charakterystyki pocisków manewrujących ewoluowały w każdym zakresie we wszystkich technicznie zaawansowanych państwach, przy czym na przestrzeni dziesiątek lat prym w tej mierze wiodły Związek Radziecki i Stany Zjednoczone. Ewolucja pocisków manewrujących wiodła od prostych napędzanych silnikiem bomb aerodynamicznie lecących po linii prostej od startu do celu, aż po złożone systemy zdolne do zmiany trasy dolotu, a nawet wielokrotnego podchodzenia do celu, i wciąż nie jest zakończona.

### Początki: do 1941
Idea "latających bomb" bądź też "torped powietrznych" przedstawiana była jako koncepcja operacyjna już przed I wojną światową. W 1915 roku w amerykańskiej prasie nazywano je urządzeniami, które prawdopodobnie zrewolucjonizują nowoczesny sposób prowadzenia walki, a pociski tego rodzaju określano mianem "dział przyszłości". W broni tej dostrzegano wielki potencjał, olbrzymią wartość i ogromną siłę jako środka napadu powietrznego. 

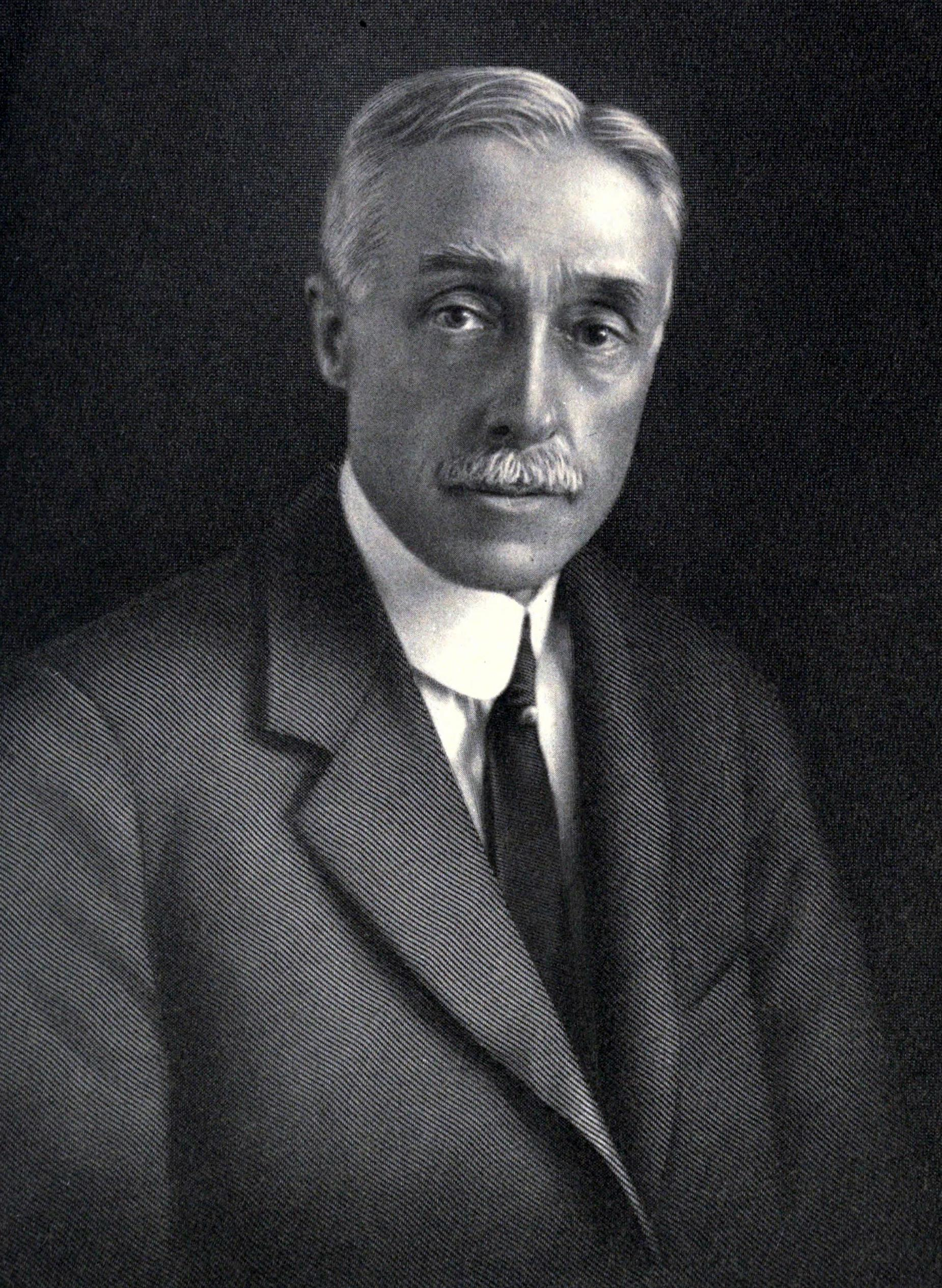
Elmer Ambrose Sperry

Technologią umożliwiającą wówczas konstrukcję tego rodzaju urządzeń było zastosowanie żyroskopów wbudowanych w ówczesne konstrukcje kadłubów lotniczych. Historycznie znane praktyczne próby budowy tego rodzaju broni zapoczątkowane zostały, gdy w 1915 roku amerykański inżynier Peter Hewitt, wynalazca wysokociśnieniowej lampy rtęciowej, podjął wspólne prace z Elmerem Sperrym i jego przedsiębiorstwem Sperry Gyroscope Company nad swoją „latającą bombą”. Wynalazcy ci wspólnie zaprojektowali i przetestowali automatyczny system kontroli, zaś pomyślne wyniki tych prób skłoniły ich do oficjalnej prezentacji układu. Po podjętej wkrótce i niestety nieudanej próbie zainteresowania wynalazkiem armii amerykańskiej, zwrócili się ze swoim pomysłem do amerykańskiej floty, która zgodziła się przeprowadzić oficjalne testy. 12 września 1916 roku przeprowadzono pierwsze testy automatycznego układu kontroli przed przedstawicielami US Navy, zamontowanego na przygotowanym do tego celu wodnosamolocie. Automatycznie kontrolowana maszyna wzniosła się na zaplanowany pułap, obrała właściwy kurs, przeleciała zaprogramowany dystans, zanurkowała i uderzyła w wyznaczony cel.
Już w pierwszej dekadzie lotów z użyciem napędu silnikowego, pomysł bezzałogowych, automatycznie kontrolowanych „latających bomb” rozważany był w wielu krajach, poza Stanami Zjednoczonymi zwłaszcza w Wielkiej Brytanii. Wkrótce po wybuchu wojny, Brytyjski Gabinet Wojenny zwrócił się do profesora Archibalda Lowa z wnioskiem o opracowanie dalmierza dla artylerii nadbrzeżnej. Projekt przerodził się jednak wkrótce w kontrolowaną za pomocą radia „latającą bombę”, której zadaniem było przechwytywanie niemieckich sterowców i ataki na cele naziemne. 21 marca 1917 roku Low zademonstrował opracowane przez siebie urządzenie wyższym oficerom brytyjskim, jednak pierwsza maszyna rozbiła się natychmiast po starcie, druga natomiast przeleciała niewielką odległość, po czym skierowała się w stronę obserwatorów, ulegając jednak rozbiciu niecałe 3 metry od Lowa i kontrolującego ją urządzenia radiowego. Mniej więcej w tym samym czasie, Henry Folland – konstruktor słynnego myśliwca SE-5 – opracował inny projekt pocisku. Wybudowana przez Royal Aircraft Factory maszyna o rozpiętości skrzydeł 6-6,7 metra i wadze 227 kilogramów wyposażona w silnik o mocy 35 KM, w trzech podjętych w lipcu 1917 roku próbach nie potrafiła jednak oderwać się od Ziemi, po czym projekt przerwano.
Rozwój konstrukcji „latających bomb” nabrał znacznego impetu z chwilą przystąpienia 6 kwietnia 1917 roku Stanów Zjednoczonych do I wojny światowej. Sześć dni później Naval Consulting Board zarekomendował przyznanie środków finansowych na program oparty na konstrukcji Sperry’ego, a już w maju tego roku Sekretarz Marynarki Josephus Daniels zaaprobował wydzielenie 200.000 dolarów na ten projekt. Przeprowadzone z wykorzystaniem wodnosamolotu Curtis N-9 eksperymenty nie zakończyły się jednak powodzeniem aż do 6 marca 1918 roku, kiedy „latająca bomba” przeleciała zaplanowane 1000 jardów (919,4 metra). Następne testy nie wykazały jednak dojrzałości konstrukcji, wkrótce zaś wojna dobiegła końca. Jej zakończenie nie spowodowało jednak porzucenia programu. 2 listopada 1918 roku marynarka zamówiła pięć samolotów od kompanii Witteman-Lewis, z których dwa wyposażyła w oryginalne urządzenia kontrolne Sperry’ego trzy zaś pozostałe w urządzenia zmodyfikowane. Na skutek problemów między innymi ze stabilizacją pocisku, program nie przyniósł jednak przełomu, toteż w 1922 roku został anulowany. W międzyczasie jednak, z nieco większymi sukcesami prowadziła swój program „latających bomb” armia.

#### Kettering Bug
Niektóre z udanych lotów (mimo ich nieudanych zakończeń) automatycznie kontrolowanych „latających bomb” N-9 marynarki, zrobiły jednak wrażenie na obserwujących je przedstawicielach amerykańskich wojsk lądowych, w których skład wchodziły w tym czasie siły powietrzne. Toteż armia Stanów Zjednoczonych powołała czteroosobowy zespół celem ustalenia możliwości pozyskania tego rodzaju broni. Podczas gdy trzech członków zespołu wypowiedziało się negatywnie o możliwości skonstruowania takiego urządzenia, Charles Kettering – wynalazca wyposażonego w rozrusznik automobilu, a później wiceprezydent General Motors – wniósł odmienny raport mniejszości. Co nie było w tej sytuacji zaskoczeniem, Kettering otrzymał od armii kontrakt na opracowanie odpowiedniego urządzenia.

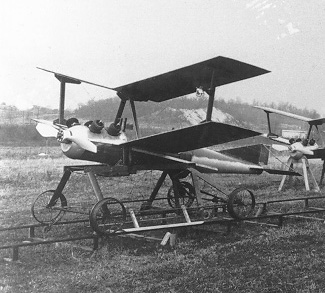
Kettering Bug

Sformowana przez Katteringa grupa kilku przedsiębiorstw (w tym należącego do Sperry’ego oraz Dayton-Wright Company), prostszą w budowie i tańszą od maszyny marynarki „latającą bombę”. Maszyna pokryta była gazą i papierem pakowym nasączonymi gliceryną i kreozotem. Celem zwiększenia stabilności Orville Wright zarekomendował skrzydła o wyraźnym wzniosie (10°), co po realizacji nadało maszynie charakterystyczny wygląd. Wkrótce też, przyjęła się jego nieoficjalna nazwa „Kettering Bug”, mimo że oficjalnie nazywał się „Liberty Eagle”.
25 stycznia 1918 roku, armia zamówiła 25 „insektów”, w przeciwieństwie jednak do marynarki, dla swojej maszyny armia nie przewidziała katapulty – Kettering Bug startował z czterokołowego wózka. Pierwsze loty nowej maszyny, pilotowanej tymczasem jeszcze przez pilota, odbyły się dopiero 19 lipca tego roku, zaś pierwsze loty automatycznie kontrolowane dopiero 14 września i 1 października ze zmiennym jednakże powodzeniem, przy czym najdłuższy z nich sięgnął 60 mil (96,5 km). Ogólnie jednak, oficerowie armii wyrażali zadowolenie z potencjału konstrukcji:

Ta nowa broń która wykazała dziś swą praktyczność, wyznacza nowy etap ewolucji artylerii dla celów wojennych, podobnie jak – dla przykładu – wynalazek prochu w XIV wieku.

Obserwujący loty podpułkownik Bion Arnold rekomendował najwyższemu dowództwu natychmiastowe ustalenie wielkości produkcji, pozyskanie odpowiedniego pola testowego oraz poinformowanie wojsk własnych oraz sojuszniczych o istnieniu „latających bomb”. Wkrótce jednak wojna dobiegła końca, a amerykańska armia dysponowała 20 ukończonymi „insektami”, 5 płatowcami oraz 11 częściowo tylko skompletowanymi Kettering Bugami. Zakończenie wojny bynajmniej nie przerwało jednak testów nowej broni, które kontynuowano, ponownie ze zmiennym powodzeniem. Nawet jednak szesnastomilowy automatycznie kontrolowany lot w jednej z prób nie mógł przysłonić tego, że aż 10 z 14 prób tego czasu zakończyło się niepowodzeniem, toteż w marcu 1920 roku program został zakończony.
Jedynie 8 z ogółem 36 amerykańskich testów „latających bomb” Sperry’ego i Ketteringa zakończyło się sukcesem. Najważniejszymi przyczynami tego stanu była trudność przeprowadzania testów statków powietrznych, które nie były pilotowane przez człowieka, co utrudniało stwierdzenie rzeczywistych przyczyn niepowodzeń, niedoskonała konstrukcja aerodynamiczna samolotów i niedostateczna wciąż jeszcze wiedza inżynierska na temat aerodynamiki. Częściowo rozwiązywały ten problem testy „latających bomb”, w trakcie których samoloty były pilotowane przez znajdującego się w nich pilota, które pomogły uzyskać w późniejszym kresie pewne sukcesy, jednakże w niewystarczającym zakresie. Powodem niepowodzeń były także konstrukcje systemów kontroli oraz silników, które również nie zawsze pracowały zgodnie z oczekiwaniami. Armia nie zawsze też była w stanie odzyskać uszkodzone bądź zniszczone urządzenia, co z jednej strony powodowało szybkie wyczerpywanie się dostępnych dla testów maszyn, z drugiej zaś często uniemożliwiało stwierdzenie przyczyn niezamierzonego rozbicia się urządzenia. Wszystko to powodowało, że kilku ludzi z wizją, dysponujących jedynie ograniczoną wiedzą i zasobami, nie było w stanie przekształcić ideę „latających bomb” w rzeczywistość. Idea ta przetrwała jednak przez następne lata.

#### Larynx

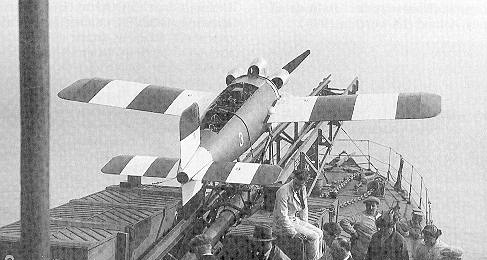
Larynx na kordytowej katapulcie niszczyciela HMS „Stronghold” (H50) w lipcu 1927 roku

W 1920 roku brytyjskie siły powietrzne (RAF) dostrzegały trzy ścieżki potencjalnego rozwoju: kontrolowanych za pomocą żyrokompasu „latających bomb”, samolotów-celów oraz sterowanych radiowo pocisków odpalanych z powietrza. Wkrótce jednak RAF porzucił trzecią opcję, skupiając się na dwóch pierwszych koncepcjach. Na początku oraz w połowie lat 20. Wielka Brytania testowała pewna liczbę kontrolowanych radiowo samolotów, w tym maszyn Bristol Fighter, Sperry Avio, D.H.9A oraz Wolf. Równolegle jednakże rozpoczęto prace nad samolotem-celem RAE 1921 Target. Ze względów bezpieczeństwa oraz tajemnicy, rozpoczęte w lipcu 1922 roku testy przeprowadzono nad morzem. We wrześniu 1925 roku RAF rozpoczął prace nad rzeczywistą „latająca bombą”. W porównaniu z RAE 1921 Target, pocisk noszący nazwę Larynx (Long Range Gun with Lynx Engine) był mniejszy, cięższy i szybszy. 200-konny silnik Lynx IV zapewniał pociskowi prędkość maksymalną ponad 200 mil na godzinę (322 km/h), dzięki czemu Larynx był szybszy od każdego ówczesnego samolotu myśliwskiego. Pierwszy Larynx wpadł do kanału La Manche 20 lipca 1927 roku, wkrótce po katapultowaniu z niszczyciela HMS „Stronghold” (H50). 15 października 1927 roku trzeci Larynx przeleciał 180 km z prędkością 193 mph (310 km/h) trafiając 8 km od celu. Kolejne testy, przeprowadzone na pustyni w Iraku, rozczarowały jednak brytyjskie siły powietrzne serią niepowodzeń. Na przełomie lat 20. i 30., Wielka Brytania prowadziła programy rozwojowe kilku pocisków, w tym kontrolowanego za pomocą radia pocisku przeciwlotniczego, co spowodowało degradację projektu Larynx w hierarchii priorytetów, a w końcu przerwanie jego programu we wrześniu 1936 roku.

## Cechy charakterystyczne
Pocisk manewrujący jest bezpilotowym, zużywalnym, uzbrojonym aerodynamicznym i autonomicznym statkiem powietrznym, który jest napędzany przez wbudowany weń własny układ napędu. Podstawowymi cechami charakterystycznymi tego rodzaju pocisku jest lot z wykorzystaniem aerodynamicznej siły nośnej oraz napędu silnikowego na całej trasie lotu. W odróżnieniu bowiem od pocisków balistycznych, które napędzane są przez silniki jedynie na początkowym etapie lotu, silniki pocisku manewrującego napędzają go od startu aż do momentu osiągnięcia przez pocisk celu. Istotnymi elementami charakterystycznymi dla pocisków manewrujących są zużywalność – gdyż są one urządzeniami jednorazowego użytku oraz uzbrojenie. Odróżnia je to od statków powietrznych UAV – dronów bojowych lub służących do obserwacji i rekonesansu. Podkreślenie autonomiczności pocisków manewrujących wskazuje na fakt, że pocisk porusza się po z góry zaprogramowanej trasie lotu, co odróżnia go od zdalnie sterowanych maszyn powietrznych oraz pojazdów naprowadzanych komendowo.
Definicja ta opisuje ofensywną broń militarną służącą do osiągania celów bezpieczeństwa narodowego. Niektóre z tych celów mogą być osiągane za pomocą innych rodzajów broni – zwłaszcza broń rakietową. Z uwagi jednak na fakt że pociski manewrujące korzystają z tlenu zawartego w powietrzu atmosferycznym, nie muszą przenosić utleniacza jak pociski rakietowe, w konsekwencji dysponują znacząco większym zasięgiem skutecznym niż pociski o tej samej wadze napędzane silnikiem rakietowym.